# NGC 2524
NGC 2524 é uma galáxia espiral (S0-a) localizada na direcção da constelação de Lynx. Possui uma declinação de +39° 09' 28" e uma ascensão recta de 8 horas, 08 minutos e 09,6 segundos.
A galáxia NGC 2524 foi descoberta em 22 de Janeiro de 1877 por Édouard Jean-Marie Stephan.